# Matthew Webb
Capitão Matthew Webb (Dawley, 19 de janeiro de 1848 – 24 de julho de 1883) foi um oficial e nadador britânico, a primeira pessoa a nadar a Travessia do Canal da Mancha. Antes dele apenas o soldado italiano Giovan Maria Salati, tinha feito para escapar.

## Travessia
Webb foi o primeiro com o âmbito de atravessar sem aparelho ele era capitão da marinha mercante britânica, em agosto de 1875 percorrendo todo o estreito de Dover em 21 horas e 45 minutos e nesta aventura ele não usou colete salva-vidas.